# Zwartvindraakvis
De Zwartvindraakvis (Hydrolagus lemures) is een vis uit de familie kortneusdraakvissen. De vis komt voor in de  open wateren rond Australië. De soort komt voor op diepten van  190 tot 825  m maar wordt meestal aangetroffen tussen de 200 to 510 m. De vis kan een lengte bereiken van 100  cm. Mannetjes zijn gemiddeld 50 cm en vrouwtjes 60 cm groot.